# Uralsvenskar
Uralsvenskar (ryska: Уральские шведы, tr. Uralskije svedy) avser främst jaikkosacker (senare Orenburgkosacker) med svenskt ursprung, ättlingar till de stora grupper svenska soldater som togs som krigsfångar av Ryssland under det stora nordiska kriget (1700–1721). Likt fransmännen som ingick i Orenburghären som krigsfångar från 1812 års krig, blev de i stort sett helt assimilerade i kosackernas samhälle.
Uralsvenskar kan även syfta på de svenskar som under andra halvan av 1800-talet utvandrade från den värmländska orten Degerfors, till ett område vid Uralbergen, efter att den ryske ingenjören Aleksander Hasselblatt besökt orten, och där värvat ett antal yrkeskunniga till smedjor i Beloretsk och Tiriljanskij. Den svenska bosättningen var in på 1900-talet, till viss del, ännu svenskspråkig. I dag finns 200 ättlingar till de svenskar som bosatte sig i området.

## Ursprung och historia

### Inom gruvdriften i Ural

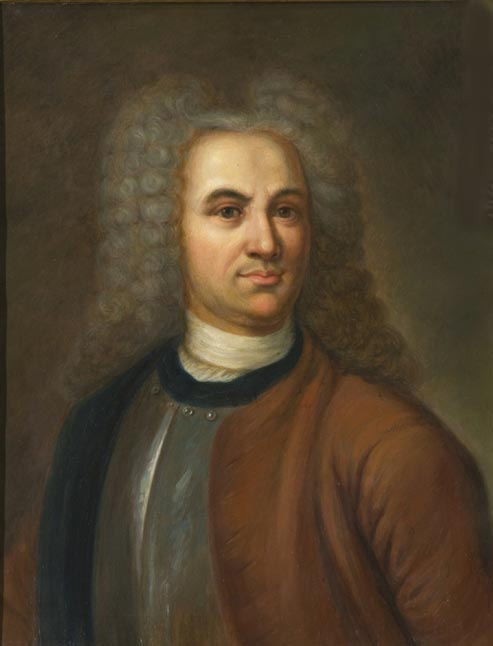
Vasilij Tatisjtjev, chef för Ural- och Sibirienfabrikerna.

Under det stora nordiska kriget kapitulerade åtminstone 120 000 svenskar och hölls i ryska krigsfångläger tills kriget var över. Efter nederlagen vid Poltava och Perevolochna kapitulerade omkring 20 000 till 25 000 svenskar. Individuella kapitulationer var ovanliga, vanligtvis kapitulerade en stor enhet där alla soldater gav upp. De flesta av dessa krigsfångar sattes i arbete med att bygga den nya ryska huvudstaden Sankt Petersburg, samt på andra byggnadsprojekt i Moskva och inom jordbruk i Ukraina.
En annan stor grupp svenska krigsfångar, framför allt de med metallurgiska erfarenheter, förflyttades till Sibirien och Ural, där de började arbeta inom gruvdrift under ledning av Vasilij Tatisjtjev, chef för Ural- och Sibirienfabrikerna. Tatitjjev var välvilligt inställd till sina tidigare fiender och lyckades få ett dekret från kyrkan som tillät svenskarna att gifta sig med ryska kvinnor utan att behöva byta trosinriktning. Bland fångarna fanns en man vid namn Schenström (Шенстрёма) som ägde egna järnverk i Sverige och som expert på metallurgi gav han värdefulla råd till Tatisjtjev. Vid Ural bodde och arbetade de svenska krigsfångarna som en form av livegna.

### Inomryska armén
Trots kyrkans dekret som tillät äktenskap utan krav på konvertering, blev majoriteten av de svenska fångarna så småningom assimilerade och döpta i den rysk-ortodoxa kyrkan. Uppgifter från en folkräkning av jaikkosackerna, genomförd mellan 1723 och 1724 av överste Zakharov, visade att det i regementet fanns 3 196 aktiva kosacker och 219 pensionerade, samt 2 357 "kosackbarn, bröder, syskonbarn och svågrar, som på grund av ung ålder inte var lämpliga för tjänstgöring" – totalt 5 771 personer. Enligt denna folkräkning visade det sig också att mer än 500 av de nykomna var från utländska folkgrupper, dessa beskrevs som "främlingar av svensk och finsk härkomst".
Cirka 8 000 svenskar anslöt sig även till den ryska armén för att överleva; Peter den store förlade dem främst vid Astrachans garnison och längs kosacklinjen i södra Ural för att skydda landet mot kazakiska och kirgisiska räder. Där deltog svenskarna i fälttåg under Aleksandr Bekovitj-Tsjerkasskij mot Chivakhanatet. Svenskarna konverterade snabbt till östortodox kristendom och assimilerades språkligt med de lokala ryssarna. Senare användes svenskarna för att stödja den Orenburgska kosacklinjen vid Sakmara. En annan grupp flyttades till Vozdvizhenskaja-fästningen 1745, och till följd av den relativa isoleringen där behöll de viss språklig och kulturell identitet fram till början av 1900-talet.

#### Whitworths underrättelser

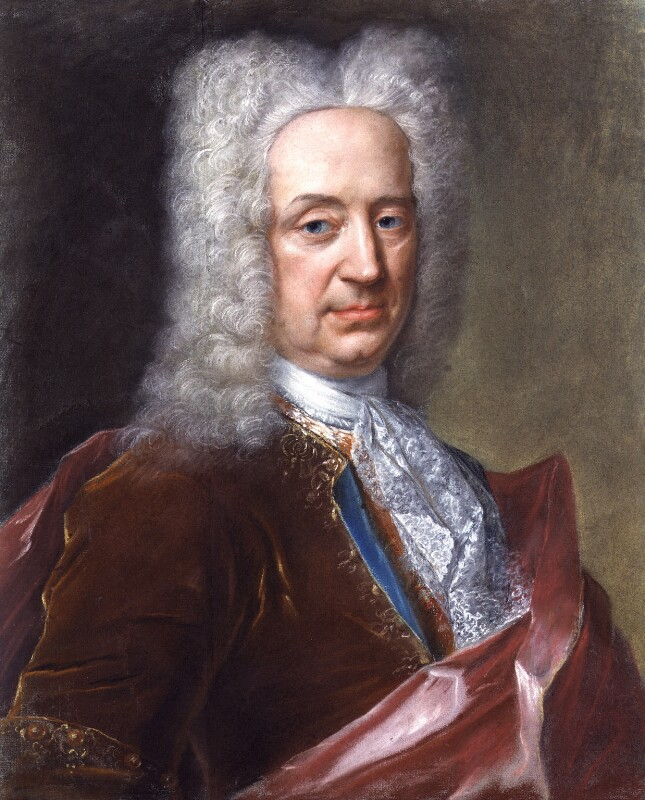
Charles Whitworth, Storbritanniens ambassadör till Ryssland

De svenska krigsfångarna som övergick till rysk tjänst tjänstgjorde bland annat i garnisonsorterna Astrachan och Kazan, där de var minst 8 000 till antalet; dessa deltog även i det Chivinska fälttåget under prins Aleksandr Bekovitj-Tsjerkasskij mellan 1714 och 1717. Detta observeras i ett meddelande från Moskva den 1 september 1709 av den brittiske ambassadören i Ryssland, Charles Whitworth: "Jag har hört rykten om att omkring 6 000 svenska och tyska krigsfångar har gått över till tsarens tjänst... De kommer att fördelas på olika garnisoner i Azov, Astrachan och andra platser." Utav de 1 500 jaikkosacker som deltog i det Chivinska fälttåget återvände endast ett fåtal och man led brist på manskap. Därmed blev det nödvändigt att varje anländande svensk blev en del av försvaret.

## Integrering i kosacksamhället

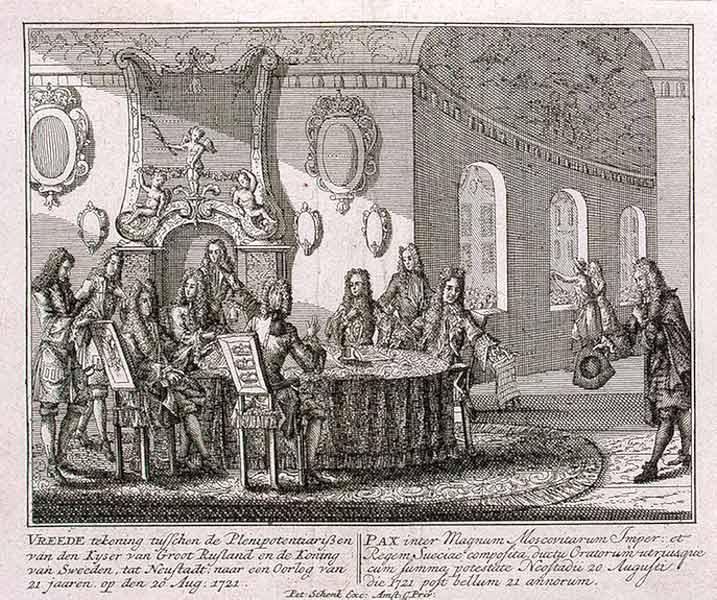
Trots freden i Nystad valde eller tvingades flera svenskar att stanna i Ryssland av olika skäl.

En del av jaikkosacker med icke-ryskt ursprung var tvungna att döpas, medan de som frivilligt anslöt sig fick behålla sin ursprungliga tro. Omvändelsen till ortodox tro underlättade deras assimilation i det ryska kosacklivet. De som anslöt sig till jaikkosackerna genom att bli ortodoxa lämnade däremot knappt några spår av sitt ursprung i sitt kosackiska familjenamn. Till skillnad från de svenska fångarna i Sankt Petersburg och Moskva påverkades inte dessa svenskar av det dekret från Senaten 1717 som förbjöd att svenska krigsfångar gifte sig eller döptes mot sin vilja.
Enligt den något oklara formuleringen i artikel 23 av Freden i Nystad, begränsades de gifta svenska krigsfångarnas möjlighet att återvända till hemlandet tillsammans med sina familjer. Efter att den Orenburgska kosackhären bildats hjälpte vissa uralsvenskar till med att etablera den nya kosacklinjen. 1725 grundades Sakmara av uralkosacker. Förutom denna i bosättning tilläts även familjer med blandat ursprung att bosätta sig i Orenburg och Vozdvizhenskaja. I den isolerade fästningen Vozdvizhenskaja bevarades en viss dialekt i det dagliga talet fram till början av 1900-talet. De som bodde i Vozdvizhenskaja, kosackerna som assimilerats, utmärktes av sin rika och unika folktro samt en hög läskunnighet. Bland deras muntliga traditioner återfanns episka berättelser om hjältedåd under fälttågen mot turkarna och i kampen mot Chiva. De främsta hjältarna i dessa berättelser var de tio kosackbröderna, ledda av Gugnar, och deras far Buri.

## Svensk koloni vid Uralbergen

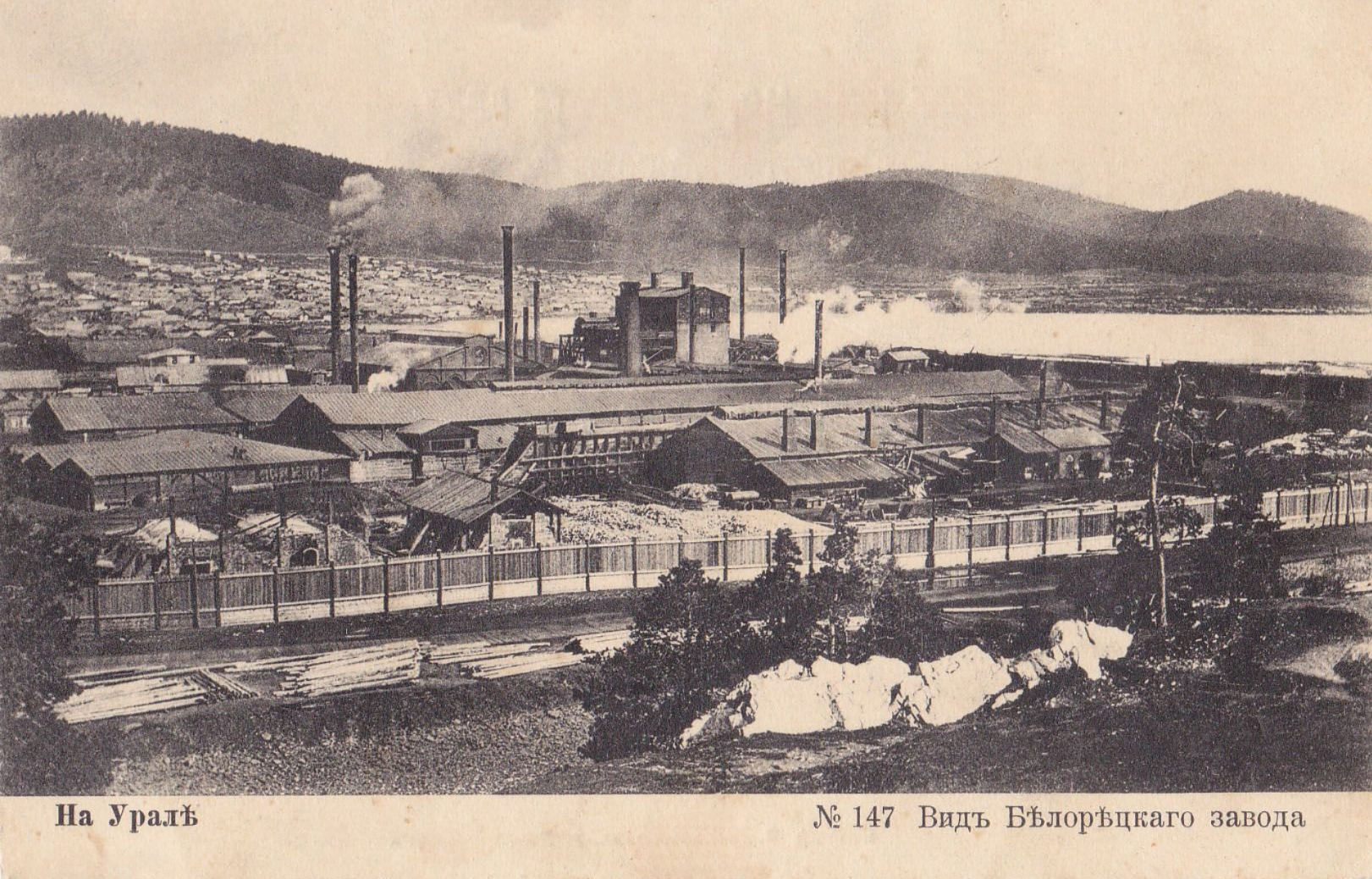
Vy över järnbruket i Beloretsk.

I början av 1900-talet fanns en svensk koloni vid Uralbergen, främst bestående av svenskar från Degerfors i Värmland. Kolonin hade sin början 1876, då den ryske ingenjören Aleksander Hasselblatt värvade smältare från Degerfors för att arbeta i de ryska järnverken vid foten av Uralbergen. Trots att kontrakten erbjöd goda förmåner, upptäckte flera av svenskarna att de blivit lurade på sin lön. De första emigranterna kämpade för att införa svenska smedmetoder i den ryska arbetsstyrkan och blev snabbt uppskattade för sin yrkesskicklighet. Kolonin växte genom värvningsrundor av Olof Friberg och efter en lång och strapatsrik resa etablerade sig svenskarna i järnverken runtomkring Beloretsk och Tirliän.
Vid sidan av sitt arbete kämpade svenskarna med den ryska alkoholkulturen, vilket ledde till slagsmål och konflikter. För att hantera det andliga behovet bland svenskarna, kom predikanten Wilhelm Sarwe till kolonin 1882 och stannade i många år för att sköta själavården. Under världskrigen och revolutionen försvann de flesta svenskarna, och de som var kvar led under svält, sjukdomar och förtryck. Vid Sarwes sista besök i början av 1920-talet fanns endast några få svenskar kvar. I dag finns över 200 ättlingar till de svenskar som bosatte sig i området.